# Dmitri Dmitrijewitsch Rjutow
Dmitri Dmitrijewitsch Rjutow (russisch Дмитрий Дмитриевич Рютов, englische Transkription Dmitri Ryutov; * 6. März 1940 in Moskau) ist ein russischer theoretischer Plasmaphysiker.

## Leben
Rjutow erwarb 1962 seinen Abschluss am Moskauer Institut für Physik und Technologie und war ab 1965 am Kurtschatow-Institut, an dem er 1966 in Plasmatheorie promoviert wurde. Ab 1968 war er am Budker-Institut für Kernphysik in Nowosibirsk, wo er ab 1979 das Fusionsforschungsprogramm ausbaute und zuletzt stellvertretender Direktor und 1994 bis 1997 Chefwissenschaftler war. Außerdem war er Professor für Plasmaphysik an der Staatlichen Universität von Nowosibirsk. Ab 1994 war er Senior Visiting Scientist am Lawrence Livermore National Laboratory (LLNL), wo er 2012 Distinguished Member of the Technical Staff wurde.
Er befasste sich unter anderem mit Spiegelmaschinen (unter anderem schlug er den Gas Dynamic Trap (GDT) in Nowosibirsk vor), Tokamak Divertoren, Teilchenstrahlen hoher Energiedichte, dem Z-Pinch, solarer und Weltraum-Physik, Labor-Astrophysik, Röntgenoptik und magnetischer Levitation. Er war am experimentellen Magnetschwebesystem Inductrack beteiligt und am Snowflake Divertor für Tokamaks und Röntgendiagnostik an der Linac Coherent Light Source. 
Er war seit 1976 korrespondierendes und seit 1992 volles Mitglied der Russischen Akademie der Wissenschaften, wurde 1998 Fellow der American Physical Society und 2004 des Institute of Physics, erhielt 2010 den Distinguished Career Award von Fusion Power Associates und wurde 2007 Edward Teller Fellow des LLNL.
2017 erhielt er den James-Clerk-Maxwell-Preis für Plasmaphysik für viele herausragende Beiträge zur theoretischen Plasmaphysik sowohl für Plasmen niedriger als auch hoher Energiedichte, offene und geschlossene magnetische Konfigurationen und Laborsysteme und astrophysikalische Systeme (Laudatio).

## Schriften (Auswahl)
- mit R. P. Drake, J. Kane, E. Liang, B. A. Remington, W.M. Wood-Vasey: Similarity criteria for the laboratory simulation of supernova hydrodynamics, Astrophysical Journal, Band 518, 1999, S. 821
- Landau damping: half a century with the great discovery, Plasma Physics and Controlled Fusion, Band 41, 1999, A 1
- mit M.S. Derzon, M.K. Matzen: The physics of fast Z pinches, Reviews of Modern Physics, Band 72, 2000, S. 167
- mit R.H. Cohen, P. Helander: On the possibility of inducing strong plasma convection in the divertor of MAST, Plasma Physics and Controlled Fusion, Band 43, 2001, S. 1399
- On Drift Instabilities in Magnetized Target Fusion Devices, Physics of Plasmas, Band 9, 2002, S. 4085
- Thermal stresses in the reflective X-ray optics for the Linac Coherent Light Source, Rev. Sci. Instr., Band 74, 2003, S. 3722
- Axial electron heat loss from mirror devices revisited, Fusion Sci. Technol., Band 47, 2005, S.  148
- Geometrical Properties of a Snowflake Divertor, Phys. Plasmas, Band 14, 2007, S. 064502
- On the Virial Theorem for Interstellar Medium, Astrophys. Journal, Band 674, 2008, S. 976
- mit R.H. Cohen: Geometrical effects in plasma stability and dynamics of coherent structures in the divertor, Contrib. Plasma Phys., Band 48, 2008, S. 48
- mit  V. A. Soukhanovskii: The Snowflake Divertor, Physics of Plasmas, Band 22, 2015, S. 110901